# Treasure (pel·lícula)
Treasure és una pel·lícula de tragicomèdia del 2024 dirigida per Julia von Heinz. Basada en la novel·la de 1999 Too Many Men de Lily Brett, la pel·lícula és protagonitzada per Lena Dunham, Stephen Fry i Zbigniew Zamachowski. És la història de la Ruth (Lena Dunham), una jove novaiorquesa que, poc després de l'enfonsament del Teló d'acer, acompanya el seu pare Edek (Stephen Fry) a Polònia per fer un recorregut per la casa de la seva infància, les restes del negoci familiar i el camp de concentració d'Auschwitz, al qual va sobreviure miraculosament mentre moria la resta de la seva gran família jueva. Edek utilitza la seva fluïdesa en polonès per semblar integrat en el país i es fa amic de qualsevol persona al llarg del camí. Aquest gust per la vida camufla una profunda desconfiança cap als polonesos i cap a la idea de furgar en el passat per tal la Ruthie no es converteixi en un altre ésser estimat difunt; cosa que no és un pensament irracional després del pogrom de Kielce el juliol de 1946, al qual es fa referència explícita. S'ha doblat i subtitulat al català.
Va ser seleccionat a la secció de Gala Especial del 74è Festival Internacional de Cinema de Berlín i es va projectar el 17 de febrer de 2024. La pel·lícula es va estrenar als cinemes dels Estats Units el 14 de juny de 2024.